# Dhokegali, Khanapur
Dhokegali là một làng thuộc tehsil Khanapur, huyện Belgaum, bang Karnataka, Ấn Độ.